# 友谊路 (天津)
友谊路是天津市河西区的一条道路。全长8.7公里，北起马场道，南至外环线，由友谊北路、友谊路和友谊南路三段道路组成。

## 周边设施
- 天津市第一招待所
- 水晶宫饭店
- 天津文化中心
- 天津大剧院
- 天津国际展览中心
- 天津市地震局
- 天津银行总行大楼
- 中国银行天津分行大楼
- 渤海银行天津分行大楼
- 招商银行天津分行大楼
- 深圳发展银行天津分行大楼
- 东亚银行天津分行大楼
- 浙商银行天津分行大楼
- 齐鲁银行天津分行大楼
- 哈尔滨银行天津分行大楼

## 友谊路风情街
友谊路风情街地处天津市河西区友谊路旁，占地2万平方米，由天津电视机厂原有厂房改造而成。设有商店，酒吧，夜店等文化设施。 

## 交通
- 天津地铁五号线文化中心站

## 链接
1. ↑  .   [2009-12-31]. （原始内容存档于2007-12-28）.